# Rahal El Khaddouri
Rahal El Khaddouri est un footballeur marocain né le 1er juillet 1975. Il est actuellement attaquant au club de l'Ittihad Khémisset.
Il inscrit 8 buts en championnat lors de la saison 2007-2008.